# Oudpruisisch

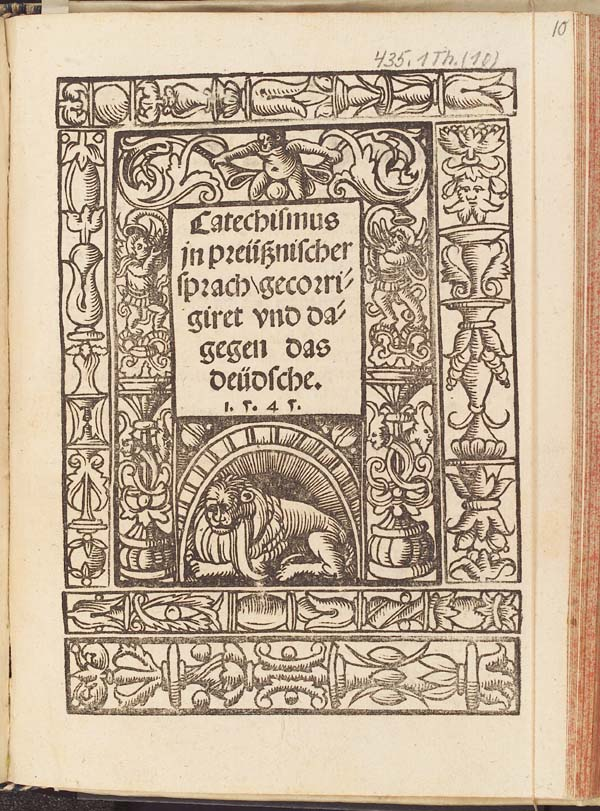
De tweede Oudpruisische catechismus, Koningsbergen, 1545

Het Oudpruisisch is een uitgestorven West-Baltische taal, die tot 1700 werd gesproken door de oude Pruisen in het gebied tussen de Wisła (Vistula, Weichsel, Wijssel) en de Memel. Dit gebied werd later Oost-Pruisen (nu het noordoosten van Polen en de Kaliningrad oblast van Rusland), onder de Duitse kolonisatie in het begin van de 13de eeuw. Deze taal was verwant aan het Lets en het Litouws. 
De oudste tekstgetuige van het Oudpruisisch – en tegelijk van het Baltisch – is een kanttekening die in 1974 werd aangetroffen in een 14e-eeuws handschrift te Bazel. Het is een vrolijk-verwijtend rijmpje van een student aan de Universiteit van Praag:
| Kayle rekyse thoneaw labonache thewelyse | De groeten meneer! Je bent geen beste maat          |
| Eg koyte poyte nykoyte pennega doyte.    | Wanneer je wel wilt drinken maar geen geld betalen. |

Een mogelijk tweede laatmiddeleeuwse kanttekening is nog recenter gevonden. Het betreft een gedichtje over een vrouw, een drinkhoorn en een heilige linde.
De taal is vooral bekend door een woordenlijst uit ca. 1400 en door drie uit het Duits vertaalde catechismussen uit de 16de eeuw.
In het Oudpruisisch zelf werd de taal "Prūsiskan" (Pruisisch) genoemd of "Prūsiskai Bilā" (de Pruisische taal). 
Momenteel zijn er enkele gemeenschappen in Litouwen en Polen die trachten om deze taal nieuw leven in te blazen.

## Voetnoten
1. ↑  Jolita Umikytëen en Johan Christiaan Snel, "'God gaf tanden, God zal brood geven.' Over de lange geschiedenis van taalzuiverheid in het Litouws" in: Nicoline van der Sijs (red.), Taaltrots. Purisme in een veertigtal talen, 1999, p. 214
2. ↑  Stephan Mossman en Stephen Kessler, "Ein Fund aus dem Jahre 1440. Ein bisher unbekannter Text in einer baltischen Sprache" in: Archivum Lithuanicum, 2013, p. 511-534